# No Trouble
No Trouble war eine britische Automarke.

## Unternehmensgeschichte
Das Unternehmen aus England begann 1921 mit der Produktion von Automobilen. Der Markenname lautete No Trouble. Im gleichen Jahr endete die Produktion. Insgesamt entstanden nur wenige Fahrzeuge.

## Fahrzeuge
Das einzige Modell war ein Cyclecar. Ein Zweizylinder-Boxermotor trieb das Fahrzeug an. Besonderheit war das Reibradgetriebe.